# یواس‌سی‌جی‌سی تاماروا (دبلیوام‌ئی‌سی-۱۶۶)
یواس‌سی‌جی‌سی تاماروا (دبلیوام‌ئی‌سی-۱۶۶) (به انگلیسی: USCGC Tamaroa (WMEC-166)) یک کشتی بود که طول آن ۲۰۵ فوت ۶ اینچ (۶۲٫۶۴ متر) بود. این کشتی در سال ۱۹۴۳ ساخته شد.